# Joe Gormley
Joseph Anthony Gormley (Belfast, 26 novembre 1989) è un calciatore nordirlandese, attaccante del Cliftonville.

## Palmarès

### Club

#### Competizioni nazionali
- Campionato nordirlandese: 2

Cliftonville: 2012-2013, 2013-2014
- Irish Cup: 1

Cliftonville: 2023-2024
- Irish Football League Cup: 4

Cliftonville: 2012-2013, 2013-2014, 2014-2015, 2021-2022

### Individuale
- Capocannoniere del campionato nordirlandese: 5

2013-2014 (27 gol), 2014-2015 (31 gol), 2017-2018 (22 gol), 2018-2019 (20 gol), 2019-2020 (18 gol)
- Calciatore dell'anno (Irlanda del Nord): 1

2013-2014